# Anaplazie
Anaplazie nebo anaplázie znamená ztrátu diferenciace a návrat k primitivní nezralé formě buněk např. histologická struktura u anaplastických zhoubných nádorů ztrácí původní tvar a strukturu a může připomínat nezralou (embryonální) tkáň. Pojem je odvozen z řeckých slov: ἀνά ana, "zpět" + πλάσις plasis, "tvar, formace". Anaplazie se vyskytuje u většiny maligních nádorů, takže často výraz anaplazie je chápán také jako vyšší tendence k dělení buněk. Někdy se pro anaplazii v odborné literatuře používá termín dediferenciace. U anaplasie kmenových buněk jde více než o dediferenciaci o selhání diferenciance.
Anaplastické buňky vykazují pleomorfismus, jádra jsou hyperchromatická a velká a poměr jádro/cytoplazma (NC Ratio) dosahuje 1:1 místo obvyklých 1:5.